# Marjo Matikainen-Kallström
Marjo Tuulevi Matikainen-Kallström (Lohja, 3 febbraio 1965) è una politica ed ex fondista finlandese.
Durante la carriera sportiva ha gareggiato come Marjo Matikainen; ha aggiunto al suo il cognome del marito, Arne Matias Kallström, nel 1995.

## Biografia

### Carriera sciistica

#### Coppa del Mondo
In Coppa del Mondo ha ottenuto il primo risultato di rilievo il 13 dicembre 1984 nella 5 km della Val di Sole (19ª) e la prima vittoria, nonché primo podio, il 7 dicembre 1985 nella 5 km a tecnica libera di Labrador City. Nelle stagioni 1985-1986, 1986-1987 e 1987-1988 si è aggiudicata la Coppa del Mondo generale.

#### Olimpiadi
In carriera ha partecipato a due edizioni dei Giochi olimpici invernali. A Sarajevo 1984, diciannovenne, vinse il bronzo nella staffetta vinta dalla Norvegia davanti alla Cecoslovacchia, che ha battuto per due secondi la squadra finlandese composta anche da Pirkko Määttä, Eija Hyytiäinen e Marja-Liisa Kirvesniemi. La Matikainen gareggiò anche nella 5 km, chiusa al 22º posto.
A Calgary 1988 vinse la 5 km e ottenne la medaglia di bronzo nella 10 km e nella staffetta, in squadra con Pirkko Määttä, Marja-Liisa Kirvesniemi e Jaana Savolainen; nella 20 km fu 12ª.

#### Mondiali
Prese parte a tre edizioni dei Campionati mondiali di sci nordico. Debuttò a Seefeld in Tirol 1985 quando fece parte della staffetta finlandese che chiuse al quarto posto. A Oberstdorf 1987 vinse la 5 km e fu seconda nella 10 km entrambe le gare si erano svolte a tecnica classica. Nella 20 km, a tecnica libera, chiuse quarta.
Due anni più tardi, a Lahti 1989, si laureò campionessa del mondo nella 15 km a tecnica classica e nella staffetta 4 × 5 km, in squadra con Pirkko Määttä, Marja-Liisa Kirvesniemi e Jaana Savolainen. Arrivò seconda nella 10 km a tecnica libera e terza nella 10 km a tecnica classica e nella 30 km a tecnica libera: in questo modo andò a medaglia in tutte le gare previste in quella rassegna iridata.
Al termine dei Mondiali di Lahti, appena ventiquattrenne, si ritirò dalle competizioni; nonostante la brevità della sua carriera è considerata la miglior fondista della seconda metà degli anni ottanta.

### Carriera politica
Dopo il ritiro dalle competizioni completò gli studi universitari presso il Politecnico di Helsinki, dove si laureò nel 1992 in Scienze politiche; nel 2009 conseguì un master universitario in Economia aziendale.
Militante del Partito di Coalizione Nazionale, dal 1996 al 2004 è stata membro del Parlamento europeo, afferente al Partito Popolare Europeo. Per l'intera durata del suo mandato ha ricoperto la carica di vicepresidente della Delegazione alla commissione parlamentare mista Spazio economico europeo.
Dal 2004 è membro del Parlamento finlandese e ricopre l'incarico di vicepresidente del Partito di Coalizione Nazionale.

## Palmarès

### Olimpiadi
- 4 medaglie:
  - 1 oro (5 km[4] a Calgary 1988)
  - 3 bronzi (staffetta[4] a Sarajevo 1984; 10 km[4], staffetta[4] a Calgary 1988)

### Mondiali
- 7 medaglie:
  - 3 ori (5 km[4] a Oberstdorf 1987; 15 km[4], staffetta[4] a Lahti 1989)
  - 2 argenti (10 km[4] a Oberstdorf 1987; 10 km TL[4] a Lahti 1989)
  - 2 bronzi (10 km TC[4], 30 km[4] a Lahti 1989)

### Coppa del Mondo
- Vincitrice della Coppa del Mondo nel 1986, nel 1987 e nel 1988
- 8 podi (tutti individuali[5]), oltre a quelli conquistati in sede olimpica o iridata e validi ai fini della Coppa del Mondo:
  - 5 vittorie
  - 2 secondi posti
  - 1 terzo posto

#### Coppa del Mondo - vittorie
| Data             | Luogo         | Paese            | Disciplina |
| ---------------- | ------------- | ---------------- | ---------- |
| 7 dicembre 1985  | Labrador City | Canada           | 5 km TL    |
| 2 marzo 1986     | Lahati        | Finlandia        | 5 km TC    |
| 28 febbraio 1987 | Lahati        | Finlandia        | 5 km TL    |
| 15 marzo 1987    | Kavgolovo     | Unione Sovietica | 10 km TL   |
| 17 marzo 1988    | Oslo          | Norvegia         | 30 km TC   |

Legenda:

TC = tecnica classica

TL = tecnica libera